# Брейси, Люк
Люк Брейси (англ. Luke Bracey, род. 26 апреля 1989) — австралийский актёр, наиболее известный ролью Трея Палмера в австралийской мыльной опере «Дома и в пути», а также ролью Доусона в американской мелодраме «Лучшее во мне».

## Карьера
Брейси снимался в австралийском подростковом сериале «Танцевальная академия», а в 2011 году дебютировал в американском кинофильме «Монте-Карло» с Лейтон Мистер.
В начале 2013 года он получил главную мужскую роль в американском сериале «Западная сторона» канала ABC, а также снялся в фильме «G.I. Joe: Бросок кобры 2». В 2014 году — исполнил роль Доусона в мелодраме «Лучшее во мне».
В 2015 году Брейси можно было увидеть в фильме «На гребне волны», ремейке одноимённого фильма 1991 года, а в 2016 году — в оскароносном фильме «По соображениям совести» в роли рядового Смитти.
В 2020 году состоялась премьера двух проектов, снятых при участии актёра. На сервисе Hulu вышел мини-сериал «И повсюду тлеют пожары», в котором Брейси исполнил роль Джеймса Каплана, а на Netflix — рождественская мелодрама «Пара на праздники» с Брейси в роли Джексона.
В 2023 году вышла мелодрама «Ещё одна настоящая любовь», в которой Брейси исполнил одну из главных ролей. Фильм является адаптацией одноимённого романа писательницы Тейлор Дженкинс Рейд.

## Фильмография
| Год       |   | Русское название          | Оригинальное название                | Роль                 |
| --------- | - | ------------------------- | ------------------------------------ | -------------------- |
| 2009—2010 | с | Дома и в пути             | Home and Away                        | Трей Палмер          |
| 2010      | с | Танцевальная академия     | Dance Academy                        | Аарон                |
| 2011      | ф | Монте-Карло               | Monte Carlo                          | Райли                |
| 2013      | ф | G.I. Joe: Бросок кобры 2  | G.I. Joe: Retaliation                | Командир Кобры       |
| 2013      | с | Западная сторона          | Westside                             | Крис Карвер          |
| 2014      | ф | Человек ноября            | The November Man                     | Дэвид Мейсон         |
| 2014      | ф | Лучшее во мне             | The Best of Me                       | молодой Доусон       |
| 2015      | ф | Я, он, она                | Me Him Her                           | Брендан              |
| 2015      | ф | На гребне волны           | Point Break                          | Джонни «Юта» Бригхем |
| 2016      | ф | По соображениям совести   | Hacksaw Ridge                        | рядовой Смитти       |
| 2019      | ф | Битва при Лонгтане        | Danger Close: The Battle of Long Tan | сержант Боб Бьюик    |
| 2019      | ф | Киллер по вызову          | Lucky Day                            | Ред                  |
| 2020      | ф | Пара на праздники         | Holidate                             | Джексон              |
| 2020      | с | И повсюду тлеют пожары    | Little Fires Everywhere              | Джеймс Каплан        |
| 2021      | ф | Американская мечта        | American Dream                       | Скотт                |
| 2021      | ф | Вайолет                   | Violet                               | Ред                  |
| 2022      | ф | Перехват                  | Interceptor                          | Александр            |
| 2022      | ф | Элвис                     | Elvis                                | Джерри Шиллинг       |
| 2023      | ф | Знакомство родителей      | Maybe I Do                           | Аллен                |
| 2023      | ф | Ещё одна настоящая любовь | One True Loves                       | Джесси               |